# Chimnica
Chimnica (biał. Хімніца; ros. Химница) – wieś na Białorusi, w obwodzie mohylewskim, w rejonie mohylewskim, w sielsowiecie Siemukaczy.